# Abraham Muhl
Abraham Muhl (* 8. August 1686 in Amsterdam; begraben 5. August 1757 in Danzig) war ein deutscher Fernkaufmann in Danzig.

## Leben
Der Großvater Jacob Muhl war aus dem altmärkischen Salzwedel als Kaufmann nach Hamburg ausgewandert. Der Vater Jacob ließ sich dann in Amsterdam nieder, wo er Cäcilia Damcke heiratete. Der Junge wuchs wahrscheinlich in Amsterdam auf.
1712 erhielt er das Danziger Bürgerrecht als Fernkaufmann, Reeder und Weinhändler en gros und verbilligt, da er aus einer Hansestadt kam (Hänserich). Im selben Jahr heiratete er dort. Von 1715 sind Geschäfte mit seinen Brüdern in Amsterdam überliefert.
Abraham Muhl besaß das Haus Tischlergasse 76 in Danzig, seit 1729 ein Haus in der Langgasse 43. Dazu hatte er Güter in Brunau, Worle, Tiegenort und Kowall bei Danzig.
Abraham Muhl war mit Constantia Mulhem genannt Hagedorn verheiratet. Kinder waren
- Jacob Muhl (1713–1735)
- Abraham Muhl (1714–1781), Kaufmann in Danzig, erbte das väterliche Vermögen
- Johannes Muhl (1718–1767), Hospitalvorsteher in Danzig
- Esther Muhl (1719–1778), Ehefrau von Gottlieb Gabriel Weickmann, Bürgermeister von Danzig
- Constantia Muhl (* 1723)
- Ernst Muhl (1728–1766)
- Friedrich Muhl (1732–1797), Fernkaufmann und Ratsherr in Danzig